# Timeless (Gerry Mulligan e Chet Baker)
| Recensione | Giudizio |
| ---------- | -------- |
| AllMusic   |          |

Timeless è un album di raccolta, a nome Gerry Mulligan/Chet Baker, pubblicato dall'etichetta discografica Pacific Jazz Records nel dicembre del 1963.

## Tracce

### LP
Lato A (A951)
1. Walkin' Shoes – 3:10 (musica: Gerry Mulligan) – Registrato il 15 ottobre 1952 al Gold Star Studios, Los Angeles, California
2. Love Me or Leave Me – 2:41 (testo: Gus Kahn – musica: Walter Donaldson) – Registrato il 16 settembre 1953 al Radio Recorders, Los Angeles, California
3. Soft Shoe – 2:37 (musica: Gerry Mulligan) – Registrato il 16 ottobre 1952 al Gold Star Studios, Los Angeles, California
4. My Funny Valentine – 4:07 (testo: Lorenz Hart – musica: Richard Rodgers) – Registrato il 20 maggio 1953 al The Haig, Hollywood, California
5. Carson City Stage – 1:58 (musica: Carson Smith) – Registrato il 24 febbraio 1953 al Gold Star Studios, Los Angeles, California
6. Freeway – 2:21 (musica: Chet Baker) – Registrato il 15 ottobre 1952 al Gold Star Studios, Los Angeles, California

Lato B (B951)
1. Love Nest – 3:46 (testo: Otto Harbach – musica: Louis Hirsch) – Registrato il 6 novembre 1956 al Radio Recorders, Los Angeles, California
2. Long Ago and Far Away – 2:35 (Leo Robin, Ralph Rainger) – Registrato nel 1953 al Radio Recorders, Los Angeles, California
3. The Thrill Is Gone – 2:43 (testo: Buddy DeSylva, Lew Brown – musica: Ray Henderson) – Registrato il 29 luglio 1953 al Radio Recorders, Los Angeles, California
4. Half Dozens – 2:20 (musica: Bill Holman) – Registrato il 9 settembre 1954 al Radio Recorders, Los Angeles, California
5. Tabu – 3:01 (Margarita Lecuona; Al Stillman (testo in inglese)) – Registrato il 17 ottobre 1956 al Radio Recorders, Los Angeles, California
6. Zing Went the Strings of My Heart – 3:00 (James F. Hanley) – Registrato il 15 agosto 1954 al The Tiffany Club, Los Angeles, California

## Musicisti
Walkin' Shoes
- Gerry Mulligan – sassofono baritono
- Chet Baker – tromba
- Bob Whitlock – contrabbasso
- Chico Hamilton – batteria

Love Me or Leave Me
- Gerry Mulligan – sassofono baritono
- Chet Baker – tromba
- Carson Smith – contrabbasso
- Larry Bunker – batteria

Soft Shoe
- Gerry Mulligan – sassofono baritono
- Chet Baker – tromba
- Bob Whitlock – contrabbasso
- Chico Hamilton – batteria

My Funny Valentine
- Gerry Mulligan – sassofono baritono
- Chet Baker – tromba
- Carson Smith – contrabbasso
- Larry Bunker – batteria

Carson City Stage
- Gerry Mulligan – sassofono baritono
- Chet Baker – tromba
- Bob Whitlock – contrabbasso
- Chico Hamilton – batteria

Freeway
- Gerry Mulligan – sassofono baritono
- Chet Baker – tromba
- Bob Whitlock – contrabbasso
- Chico Hamilton – batteria

Love Nest
- Chet Baker – tromba
- Russ Freeman – pianoforte
- Leroy Vinnegar – contrabbasso
- Shelly Manne – batteria

Long Ago and Far Away
- Chet Baker – tromba
- Russ Freeman – pianoforte
- Carson Smith – contrabbasso
- Larry Bunker – batteria

The Thrill Is Gone
- Chet Baker – tromba
- Russ Freeman – pianoforte
- Carson Smith – contrabbasso
- Larry Bunker – batteria

Half Dozens
- Chet Baker – tromba
- Bob Brookmeyer – trombone a pistoni
- Bud Shank – sassofono baritono
- Russ Freeman – pianoforte
- Carson Smith – contrabbasso
- Shelly Manne – batteria

Tabu
- Chet Baker – tromba
- Phil Urso – sassofono tenore
- Bobby Timmons – pianoforte
- Jimmy Bond – contrabbasso
- Peter Littman – batteria

Zing Went the Strings of My Heart
- Chet Baker – tromba
- Russ Freeman – pianoforte
- Carson Smith – contrabbasso
- Bob Neel – batteria

Note aggiuntive
- Richard Bock – produttore, note retrocopertina album
- Woody Woodward – design copertina album
- William Claxton – foto copertina album[3]